# Lijst van voorbarige overlijdensberichten
Een voorbarig overlijdensbericht is een necrologie die is gepubliceerd voordat de betrokkene werkelijk is overleden. De oorzaak van deze vergissing is vaak gelegen in de haast waarmee zo'n bericht geschreven moet worden, en daarom liggen bij veel kranten de overlijdensberichten van sommige beroemde mensen al klaar. Sommige van deze journalistieke fouten zijn wereldwijd verspreid en bekend geworden.

## Voorbeelden
- Alfred Nobel - In 1888 stierf Afreds broer Ludvig bij een bezoek aan Cannes en Franse kranten publiceerden Alfred Nobels overlijdensbericht. In zijn necrologie werd hij veroordeeld voor zijn uitvinding van het dynamiet ("De handelaar van dood is dood"). Verondersteld wordt dat deze negatieve berichtgeving hem deed besluiten tot het instellen van de Nobelprijzen.[1][2]
- Mark Twain - Toen Mark Twain na een zeilreis niet volgens plan in New York terugkeerde, opperde The New York Times dat hij mogelijk "op zee vermist" was. Toen hij veilig en wel in New York arriveerde en hem dat ter ore kwam, schreef de humorist een satirisch artikel over het voorval, waarin hij aanbood om "...een diepgaand onderzoek in te stellen naar het bericht dat ik op zee ben vermist. Als er enige grond is voor het bericht zal ik meteen het bezorgde publiek op de hoogte stellen."[3] Dat vertoonde gelijkenis met een eerder voorval in 1897 toen hij zijn beroemde opmerking maakte: "Het bericht van mijn dood is overdreven", nadat een journalist eropuit was gestuurd om te onderzoeken of hij overleden was (in werkelijkheid was zijn nicht ernstig ziek).
- Ernest Hemingway - Hemingway raakte in mei 1952 zwaargewond bij een tweetal vliegtuigongelukken in een afgelegen gebied van Belgisch-Congo, Afrika. Toen ze de bewoonde wereld bereikten, bleek de internationale pers al zijn dood te verslaan. Hij lichtte de verslaggevers in en besteedde de tijd aan zijn revalidatie en het lezen van zijn necrologieën.[4]
- Paul McCartney - In 1966 werd McCartney door een beller aan het radiostation Wknr-FM in Detroit doodverklaard. Een paar dagen later werd de New Yorkse dj Roby Yonge ontslagen voor het bespreken van McCartney's mogelijke dood. Het gerucht groeide uit tot de steeds terugkerende mythe dat Paul McCartney overleden was en een dubbelganger als zijn vervanger was gevonden.[5]
- Britney Spears - In 2001 werd door twee dj's uit Texas als grap vermeld dat zij en haar toenmalige vriend Justin Timberlake om het leven waren gekomen bij een auto-ongeluk. Het station (KEGL) werd vervolgd en de dj's werden ontslagen. Het verhaal van het auto-ongeluk is waarschijnlijk voortgekomen uit een gerucht dat op het internet voorkwam.[6]
- Yasser Arafat - Het NOS Journaal berichtte in november 2004 ten onrechte dat Arafat was overleden. Het Journaal onderbrak het televisieprogramma hiervoor en kreeg, toen het bericht niet juist bleek, hierop kritiek.
- Annie Brouwer-Korf - Op 11 augustus 2006 stond op NOS Teletekst ruim 20 seconden een foutief overlijdensbericht over Brouwer die toen in functie was als burgemeester van Utrecht. Dit bericht werd ook overgenomen door BNR Nieuwsradio waar haar overlijden in de uitzending werd gemeld en na 3 minuten werd gecorrigeerd. Aanleiding voor de melding was een ontvangen e-mailbericht vol spelfouten waarin gemeld werd dat Brouwer aan een legionellabemetting was overleden. Zij was een dag eerder daadwerkelijk wegens een legionellabesmetting in een Utrechts ziekenhuis opgenomen.[7]
- Jan Pen - Op 24 mei 2009 berichtte het ANP dat Pen overleden zou zijn, zich baserend op het in Het Parool gepubliceerde overlijdensbericht over een naamgenoot die veertig jaar corrector was geweest.[8]
- Harry Mulisch - Op 5 september 2009 publiceerde teletekst abusievelijk een pagina die berichtte over het overlijden van Harry Mulisch. Het bericht werd overgenomen door nu.nl en de zender AT5 plaatste later een foto van de (toen) nog levende schrijver als reactie op het bericht.[9][10]
- Fabiola Mora y Aragón - In 2009 kreeg de Belgische koningin Fabiola twee keer een longontsteking. In beide gevallen werd een voorbarig overlijdensbericht gepost op enkele Vlaamse nieuwssites.[11]
- Marie-Rose Morel - In 2009 werd baarmoederkanker vastgesteld bij de Belgische politica Morel, later bleek die ongeneeslijk. Nieuwssite deredactie.be bereidde al een biografisch overzicht voor en publiceerde het per ongeluk een halve dag voorbarig op de website.[12]
- Bill Cosby - Op Twitter werd op 2 augustus 2010 het bericht de wereld ingestuurd dat Cosby zou zijn overleden. Het nieuws verspreidde zich snel op de sociaalnetwerksite. Cosby ontkende later die dag het bericht, via Twitter zelf. Ook in februari 2010 werd een gelijkaardig bericht verspreid op Twitter.[13]
- Nelson Mandela - De Duitse Wereldomroep berichtte op 15 juni 2013 dat Zuid-Afrika rouwde om de dood van Nelson Mandela. Op dat moment was de oud-president ziek maar nog niet overleden. Via Twitter liet de Deutsche Welle vervolgens weten dat het bericht te vroeg was gepubliceerd door een technische fout.
- Johan Cruijff - de Volkskrant berichtte op 19 augustus 2014 dat voormalig voetballer en voetbaltrainer Cruijff overleden was. Oorzaak bleek een fout bij het testen van de nieuwe website.[14]

## Wikipedia
- De Engelstalige Wikipedia baarde enig opzien toen ze  ten onrechte meldde dat Ted Kennedy was overleden, en er was even sprake van regulering.[15]
- In 2009 leek het in de zoekresultaten van Google alsof, althans volgens Wikipedia, Patrick Swayze was overleden. De oorzaak bleek een technisch probleem, waarbij gegevens die voor de lezers verborgen bleven, door Google wel overgenomen werden.